# Powszechna Federacja Pracy Belgii
Powszechna Federacja Pracy Belgii (fr. Fédération générale du travail de Belgique, FGTB; niderl. Algemeen Belgisch Vakverbond, ABVV) – belgijska centrala związkowa działająca od 1945. Obecnie jest jednym z trzech największych zrzeszeniem związków zawodowych działającym na terenie Belgii, razem z Konfederacją Chrześcijańskich Związków Zawodowych (CSC/ACV) i Powszechną Centralą Liberalnych Związków Zawodowych (CGSLB) Skupia około 1 500 000 miliona pracowników.

## Historia
Przez większość swojej historii ABVV/FGTB ściśle współpracowała z Belgijską Partią Socjalistyczną, która w 1978 podzieliła się na flamandzką i walońską partię socjaldemokratyczną. Pozostając formalnie niezależnie od jakiejkolwiek partii politycznej, przez ostatnią dekadę widoczny jest wpływ marksistowskiej Partii Pracujących Belgii na ABVV/FGTB.

## Organizacja
Centrala składa się z 12 federacji przemysłowych o zasięgu krajowym. Funkcjonują w niej 24 regionalne struktury branżowe zgrupowane w trzech organizacjach międzyregionalnych. Struktury związkowe odpowiadają trzem regionom kraju: Flandrii, Walonii i Brukseli.